# Tamias aristus
Tamias aristus là một loài sóc chuột đã tuyệt chủng, sống vào cuối Thế Pleistocene. Nó được mô tả đặc điểm từ một hộp sọ đã hóa thạch trong một mỏ đá vôi ở Ladds, Quận Bartow, Georgia.